# Povlja
Povlja je manjše priobalno naselje na otoku Braču, ki upravno spada v občino Selca; le-ta pa pod Splitsko-dalmatinsko županijo.

## Geografija
Povlja je manjše naselje v istoimenskem zelo razčlenjenem zalivu na severovzhoni obali otoka, v katerem so številni zalivčki s slikovitimi plažami (Travana, Smokvica, Tičja luka Tatinja in druge). Kraj je z lokalno cesto povezan z občinskim središčem.
Dvokraki zaliv, v katerem je v vzhodnem kraku naselje s pristanom in manjšim pomolom, pri katerem je morje globoko do 3 m. Na nasprotni obali je še en manjši pomol z globino morja do 1 m. Ta krak je odprt za severne vetrove. Zahodni krak zaliva je odprt za severozahodne vetrove. V njem je sidrišče, globina morja pa je tu do 10 m.

## Zgodovina
Na predelu Žalo so vidni ostanki zidov iz rimske dobe. V središču naselja je deloma ohranjena starokrščanska bazilika postavljena med 5-tim in 6-tim stoletjem. Ohranjena osemkotna krstilnica s kupolo iz istega obdobja je sestavni del župnjiske cerkve sv. Ivana in je edini tovrstni ohranjeni objekt na Hrvaškem. V krstilnici so ohranjene freske iz istega obdobja. Kasneje so benediktinci ob opuščeni cerkvi v 10. stoletju postavili samostan, ki je bil leta 1145 porušen in 1184 obnovljen. V 18. in 19. stoletju so k cerkvi sv. Ivana dogradili več ladij in kapelic. Pri cerkvi stoji visok stolp postavljen za obrambo pred turškimi napadi.

## Demografija
| Pregled števila prebivalcev po letih | Pregled števila prebivalcev po letih | Pregled števila prebivalcev po letih | Pregled števila prebivalcev po letih | Pregled števila prebivalcev po letih | Pregled števila prebivalcev po letih | Pregled števila prebivalcev po letih | Pregled števila prebivalcev po letih | Pregled števila prebivalcev po letih | Pregled števila prebivalcev po letih | Pregled števila prebivalcev po letih | Pregled števila prebivalcev po letih | Pregled števila prebivalcev po letih | Pregled števila prebivalcev po letih | Pregled števila prebivalcev po letih |
| ------------------------------------ | ------------------------------------ | ------------------------------------ | ------------------------------------ | ------------------------------------ | ------------------------------------ | ------------------------------------ | ------------------------------------ | ------------------------------------ | ------------------------------------ | ------------------------------------ | ------------------------------------ | ------------------------------------ | ------------------------------------ | ------------------------------------ |
| 1857                                 | 1869                                 | 1880                                 | 1890                                 | 1900                                 | 1910                                 | 1921                                 | 1931                                 | 1948                                 | 1953                                 | 1961                                 | 1971                                 | 1981                                 | 1991                                 | 2001                                 |
| 364                                  | 473                                  | 609                                  | 741                                  | 969                                  | 833                                  | 0                                    | 720                                  | 631                                  | 622                                  | 556                                  | 481                                  | 390                                  | 393                                  | 364                                  |